# Franco Rasetti
Franco Rasetti (n. 10 august 1901, Pozzuolo Umbro, Italia – d. 5 decembrie 2001, Waremme, Belgia) a fost un fizician, paleontolog și botanist italian. A făcut parte din grupul cunoscut sub numele „ragazzi di Via Panisperna” de la Universitatea Sapienza din Roma, care a făcut cercetări importante asupra radioactivității induse prin bombardamentul cu neutroni. Odată cu adoptarea legilor rasiste fasciste, a emigrat în Canada. A refuzat, din motive morale, să participe la Proiectul Manhattan.